# علي بن عمر الكثيري
علي بن عمر الكثيري (782 - 831 هـ) سياسي وقائد عسكري هو أول من حول القبيلة الكثيرية إلى دولة منظمة ونُصب سلطانا على حضرموت التي كانت إلى وقته متفرقة بين ولاة كثيرين وامتد حكمه حتى وصل ظفار. وازدهرت التجارة الخارجية في عهده وأقام علاقات مع الصين ودول الجوار.

## نسبه
علي بن عمر بن جعفر بن بدر بن محمد بن علي بن عمر بن كثير.

## حياته السياسية
غادر بلدة بور سنة 814 هـ واتصل بالشيخ علي بن عمر باعباد وغيره من رجال الصلاح، وكانوا يعدونه بالاستيلاء على ظفار وجميع بلدان حضرموت. وفي سنة 816 هـ صعد إلى ظفار وقد بلغه أن ابن قسمان واليها قضى نحبه وأن ابن جسار والي المسفلة أعاد الكرّة عليها واتحد مع القرا فداهمهم السلطان علي بن عمر والتقى وإياهم تحت ظفار وتعددت المناوشات بين الطرفين ثم كانت منه البطشة الكبرى بهم فقتل فيهم وأسر واستولى على ظفار تماما. ولم يسلم من الثورات والحركات العدائية ضده بل مرت حياته كلها وهو في جهاد مستمر وكفاح صارم في سبيل توطيد دعائم السلطنة، ففي سنة 821 هـ ارتأى السلطان علي بن عمر أن يحصن بعض البقاع ومنها الحسيسة فقد شاد فيها بناية وحصنها. وفي السنة التي تليها دعت بنو راصع بن دويس جماعة من عشائر القطر إلى القيام ضد هذا السلطان الجديد وتبودلت المفاوضات حول هذا المشروع حتى أسفرت على اتحاد هجومي بين بني راصع وآل محمد بن جميل وآل معقل فوافاهم السلطان علي بن عمر بمن معه وحاربهم فانهزم المتحدون ولم يظفروا بشيء. ثم خرج أهل شبام عليه في سنة 824 هـ فحاصرها وقطع خريفها ونخلها ثم أخضعها.

## حياته التجارية
وقد اهتم السلطان علي بن عمر بتجارة اللبان في ظفار، إذ قام بإرسال مبعوث إلى الصين عام 824 هـ ومعه هدايا قدمها للإمبراطور الصيني، فأمر الإمبراطور قائده تشنغ هي بزيارة ظفار على رأس إحدى وأربعين سفينة، وعدد كبير من البحارة والجنود. وقابل سلطان ظفار علي بن عمر. ثم قام ابنه السلطان عبد الله بن علي الكثيري بإرسال مبعوث إلى الصين، وقد وصل المبعوث إلى بكين في عام 837 هـ حاملا معه هدايا للإمبراطور من المنتجات المحلية، ومنها اللبان وطائر النعام. ومكث هذا المبعوث حتى عام 840 هـ ثم عاد محملا بهدايا الإمبراطور للسلطان عبد الله.

## وصلات خارجية
- من هو الملاح الصيني الذي وضع له نصب تذكاري في ظفار؟ - أثير.
- المظاهر السياسية والحضارية للسلطنة الكثيرية في مدينة الشحر وعلاقاتها الخارجية خلال القرن الحادي عشر الهجري/ السابع عشر الميلادي - مركز حضرموت للدراسات التاريخية والتوثيق والنشر.